# John Metgod
Johannes Antonius Bernardus „John“ Metgod (* 27. Februar 1958 in Amsterdam) ist ein ehemaliger niederländischer Fußballspieler und -trainer.

## Karriere

### AZ Alkmaar (1976–1982)
Metgod begann seine Karriere bei Door Wilskracht Sterk, einem kleinen Klub aus Amsterdam. 1975 kam er zu seinem ersten Profiverein dem HFC Haarlem. Nach nur einem Jahr in Haarlem wechselte er zum AZ Alkmaar. Er gehörte zur erfolgreichsten Mannschaft der Klubgeschichte und konnte mit AZ 1978 im Finale gegen Ajax Amsterdam den ersten nationalen Pokalsieg der Vereinsgeschichte feiern. Durch den Titel nahm Alkmaar am Europapokal der Pokalsieger 1978/79 teil, scheiterte jedoch bereits in der ersten Runde am englischen Pokalsieger Ipswich Town. Nach der Vizemeisterschaft in der Saison 1979/80 erreichte Metgod mit seinen Mitspielern im UEFA-Pokal 1980/81 das Finale gegen Ipswich Town. Wie bereits zwei Jahre zuvor im Pokalsiegerpokal verlor die Mannschaft des deutschen Trainers Georg Keßler gegen den von Bobby Robson trainierten Verein aus Ipswich. Nach einer 0:3-Hinspielniederlage reichte der 4:2-Erfolg im Heimspiel nicht für den Titelgewinn. Erfolgreicher agierte Alkmaar dafür in der Eredivisie 1980/81 mit dem Gewinn der ersten nationalen Meisterschaft der Vereinsgeschichte. Gesteigert wurde dieser Erfolg mit dem Gewinn des Double im Pokalfinale durch ein 3:1 gegen Ajax Amsterdam. Der erste Start im Europapokal der Landesmeister 1981/82 endete für die Mannschaft nach einem Erstrundenerfolg über Start Kristiansand in der zweiten Runde gegen den englischen Meister FC Liverpool (2:2 und 2:3). Dafür verteidigte Alkmaar seinen Titel im Finale des KNVB-Pokal 1981/82 gegen den FC Utrecht.

### Real Madrid (1982–1984)
Nach diesen Erfolgen zog es den 24-jährigen Metgod 1982 ins Ausland und er wechselte nach Spanien zu Real Madrid. Mit den von Spielerlegende Alfredo Di Stéfano trainierten Königlichen erreichte Metgod in der Primera División 1982/83 die Vizemeisterschaft mit einem Punkt Rückstand auf Meister Athletic Bilbao. Neben der knapp verpassten Meisterschaft verlor der Verein zwei Pokalfinals in dieser Spielzeit. Im Finale des spanischen Pokals verlor Real mit 1:2 gegen den FC Barcelona und im Europapokal der Pokalsieger 1982/83 gab es eine 1:2-Niederlage nach Verlängerung gegen den von Alex Ferguson trainierten FC Aberdeen. Noch knapper als im Vorjahr fiel die Entscheidung in der Saison 1983/84 aus, als die Mannschaft um Uli Stielike, José Antonio Camacho, Santillana, Juanito und Johnny Metgod punktgleich mit Bilbao lediglich aufgrund der um ein Tor schlechteren Tordifferenz die Meisterschaft verfehlte. International scheiterte Real bereits in der ersten Runde des UEFA-Pokal 1983/84 an Sparta Prag.

### Nottingham Forest (1984–1987)
Nach zwei Jahren ohne Titelgewinn in Madrid wechselte Metgod 1984 nach England zu Nottingham Forest. Die von Brian Clough trainierte Mannschaft hatte im Vorjahr den dritten Platz in der First Division 1983/84 erreicht und startete daher im UEFA-Pokal 1984/85. Dort scheiterte der Halbfinalist des Vorjahres jedoch bereits in der ersten Runde mit 0:0 und 0:1 am FC Brügge. Auch in der Meisterschaft agierte Forest nicht so erfolgreich wie zuvor und belegte lediglich den neunten Tabellenplatz. Nach zwei achten Plätzen in der First Division 1985/86 und 1986/87 wechselte Metgod 1987 innerhalb Englands zu den Tottenham Hotspur.

### Tottenham Hotspur und Feyenoord Rotterdam (1987–1994)
Der Verein aus London hatte im Vorjahr den dritten Rang belegt und erreichte in der Football League First Division 1987/88 einen umso enttäuschenderen dreizehnten Tabellenplatz. Metgod kam lediglich in zwölf Ligaspielen zum Einsatz und kehrte Tottenham nach nur einem Jahr den Rücken. Danach kehrte der Mittelfeldspieler in seine Heimat Niederlande zurück und unterschrieb einen Vertrag bei Feyenoord Rotterdam, hier konnte er wieder Titel sammeln. Metgod gewann mit Feyenoord in der Eredivisie 1992/93 eine niederländische Meisterschaft und wurde 1991, 1992 und 1994 dreimal niederländischer Pokalsieger, darüber hinaus konnte er 1991 den niederländischen Supercup gewinnen. Im Europapokal der Pokalsieger 1991/92 erreichte er nach einem Viertelfinalerfolg über seinen ehemaligen Verein Tottenham Hotspur das Halbfinale. Nach einem 1:1 beim französischen Pokalsieger AS Monaco verpasste Feyenoord durch ein 2:2 im Rückspiel das Finale gegen Werder Bremen. In der im Vorjahr neu eingeführten UEFA Champions League 1993/94 scheiterte der niederländische Meister in der zweiten Runde am FC Porto und verpasste so die Gruppenphase. 1994 beendete Johnny Metgod mit 36 Jahren seine Spielerkarriere.

### Niederländische Nationalmannschaft (1978–1983)
International spielte Metgod 21 Mal für die Niederlande und erzielte vier Tore. Er nahm an der Fußball-Europameisterschaft 1980 in Italien teil und schied mit der Oranje Elftal in der Vorrunde als Gruppendritter aus.

### Trainerkarriere
Metgod begann nach seinem Karriereende als Aktiver 1994 mit dem Trainerposten in der Jugendabteilung von Feyenoord Rotterdam. 1995 wurde er Co-Trainer bei Excelsior Rotterdam. Von 1996 bis 1997 war er sogar Cheftrainer bei Excelsior und 1997 Interimscoach bei Feyenoord. Im gleichen Jahr übernahm er auch kurzfristig wieder den Co-Trainer-Posten bei Excelsior und wurde am Ende des Jahres Co-Trainer bei Feyenoord. Diesen Posten hatte Metgod bis 2004 inne. In seine Zeit fallen der Gewinn der niederländischen Meisterschaft 1999 und den niederländischen Supercup im gleichen Jahr, außerdem vermochte Feyenoord 2002 den UEFA-Pokal erringen. 2004 übernahm er für ein Jahr wieder das Cheftraineramt bei Excelsior, ehe er von 2005 bis 2007 wieder als Co-Trainer bei Feyenoord auf der Bank saß. Anschließend arbeitete er mit Coach Tony Adams als Cotrainer der ersten Mannschaft des FC Portsmouth bis zur gemeinsamen Entlassung im Februar 2009. Im Mai 2009 holte ihn Manager Nigel Clough in gleicher Funktion zu Derby County.

## Titel und Erfolge
als Spieler
- Zweimal niederländischer Meister: (1980/81, 1992/93)
- Sechsmal niederländischer Pokalsieger: (1977/78, 1980/81, 1981/82, 1990/91, 1991/92, 1993/94)
- Einmal niederländischer Supercupsieger (1991)
- UEFA-Pokal-Finalist: 1980/81
- Europapokal der Pokalsieger-Finalist: 1982/83

als Co-Trainer
- einmal niederländischer Meister (1998/99)
- einmal niederländischer Supercupsieger (1999)
- UEFA-Pokal-Sieger: 2001/02